# Klein glidkruid
Klein glidkruid (Scutellaria minor) is een eenjarige of vaste plant die behoort tot de Lipbloemenfamilie (Labiatae of Lamiaceae). Het is een plant van open plekken in loofbossen, op paadjes en langs greppels, op natte, vrij zure grond. De plant komt van nature voor in het westen van Europa. Ze staat op de Nederlandse Rode lijst van planten als zeldzaam en sterk afgenomen.
De plant wordt 5 tot 25 cm hoog en heeft een vierkantige stengel. De 0,1 mm lange haren op de stengelribben staan omhoog. De ei-lancetvormige, 1 tot 2 cm lange en 3 tot 6 mm brede bladeren zijn gaafrandig of hebben aan weerszijden van de voet 1 tot 3 afgeronde tanden.
Klein glidkruid bloeit van juni tot oktober met roze, 6 tot 7 mm lange, alleenstaande bloemen. Het honingmerk bestaat uit donkere stipjes. De bloemkroon is een rechte buis. De tweelippige kelk is ongeveer 2 mm lang. De bloemen staan in schijnkransen.
De vrucht is een vierdelige splitvrucht. Het bijna ronde, geelbruine nootje is met ruwe wratjes dicht bezet.

## In andere talen
- Duits: Kleines Helmkraut, Moorschildkraut
- Engels: Lesser Skullcap
- Frans: Petite Toque, Petite scutellaire

## Plantengemeenschap
Het klein glidkruid is een kensoort voor het blauwgrasland (Cirsio dissecti-Molinietum).
Het is tevens een indicatorsoort voor het vochtig schraalgrasland (hm), een karteringseenheid in de Biologische Waarderingskaart (BWK) van Vlaanderen en het Brussels Hoofdstedelijk Gewest.